# فرنسيس تاونسند
فرنسيس تاونسند هو اقتصادي وطبيب وسياسي أمريكي، ولد في 13 يناير 1867 في فيربوري في الولايات المتحدة، وتوفي في 1 سبتمبر 1960 في لوس أنجلوس في الولايات المتحدة.

## وصلات خارجية
- فرنسيس تاونسند على موقع الموسوعة البريطانية (الإنجليزية)